# Zink-2-ethylhexanoat
Zink-2-ethylhexanoat ist eine chemische Verbindung des Zinks aus der Gruppe der Carbonsäuresalze.

## Gewinnung und Darstellung
Zink-2-ethylhexanoat kann durch Reaktion von Alkalimetallethylhexanoat (wie zum Beispiel Natrium-2-ethylhexanoat) mit Zinksulfat oder Zinknitrat gewonnen werden.

## Eigenschaften
Zink-2-ethylhexanoat ist eine farblose viskose Flüssigkeit, die löslich in Wasser ist. Sie zersetzt sich bei Erhitzung über 200 °C.

## Verwendung
Zink-2-ethylhexanoat wird als Katalysator für kondensationshärtende Silikone und als Vulkanisationsaktivator in der Industrie eingesetzt. Es wird auch als PVC-Hitzestabilisator, Polyurethan-Katalysator und Schmiermittelzusatz verwendet. Außerdem wird es bei der Formulierung von Schmiermitteln und Fetten, als Härter für Epoxidharze, bei der Herstellung von Gummi- und Kunststoffprodukten und bei der Raffination von Rohöl verwendet.